# Los 13 relojes
Los 13 relojes es un relato fantástico escrito por James Thurber en 1950 en Bermudas mientras completaba una de sus otras novelas. Está escrito con un estilo cadencioso y cuenta la historia de un misterioso príncipe que debe superar una prueba aparentemente imposible para liberar a una princesa de las garras de un malvado duque. Incluye muchos de los motivos tradicionales del cuento de hadas, en ocasiones para darles la vuelta con humor.
Esta novela destaca por los constantes y complejos juegos de palabras de Thurber, así como por el repetido uso de una métrica interna que recurre a rimas ocultas similares al verso libre pero sin saltos de línea que anuncien el recurso a esa estructura. Otras obras anteriores de Thurber de este mismo género, como Many Moons, The Wonderful O, y en especial The White Deer, también contienen indicios de este estilo tan inusual de prosa, pero en esta obra se convierte en una de las características básicas del texto.
Cuando escribió este libro, Thurber estaba ciego, así que no pudo dibujar él mismo las ilustraciones con las que deseaba acompañarlo, como había hecho con The White Deer cinco años atrás. Contó con la ayuda de su amigo Marc Simont para ilustrar la edición original. El método de trabajo de ambos fue el siguiente: se dice en el libro que el Gólux -un personaje- lleva un "gorro indescriptible". Thurber hizo que Simont le describiera todas sus ilustraciones del Gólux y no se dio por satisfecho hasta que Simont dibujó un Gólux cuyo gorro fue incapaz de describir. Ediciones posteriores en Puffin Books contaron con ilustraciones de Ronald Searle. El libro se ha editado en España por la editorial Ático de los Libros, con ilustraciones originales de Marc Simont y una introducción de Neil Gaiman.

## Argumento
El malvado duque del castillo del Ataúd vive allí con su sobrina, la bella Saralinda. Los trece relojes del castillo se han detenido a las cinco menos diez. Tras muchos intentos de hacerlos funcionar, el duque ha decidido que ha matado al Tiempo.
Varios pretendientes han pedido la mano de la princesa Saralinda, pero a todos el duque les ha impuesto pruebas imposibles de superar y, cuando fracasan, los mata con su estoque y se los da a comer a sus gansos. En ocasiones los mata por tonterías como mirarle demasiado los guantes o dejar caer una cuchara. Es un duque muy malvado.
Saralinda está a punto de cumplir 21 años cuando un misterioso trovador llamado Xingu llega a la ciudad bajo el castillo. El trovador consigue que le dejen entrar en el castillo cantando una canción satírica sobre el duque, que monta en cólera y le hace arrestar, pues odia tanto las canciones satíricas como los nombres que comienzan por X. Antes de que se lo lleven los guardias, un anciano con un gorro indescriptible que se llama a sí mismo "el Gólux" aparece y promete al trovador que le ayudará a conseguir a la princesa.
El Gólux admite que se le olvidan muchas cosas y se inventa muchas otras, pero que por lo general está "del lado de los buenos" y aconseja al trovador como tratar al duque. Luego se desvanece misteriosamente y los guardias arrestan al trovador. El duque, en lugar de matar al trovador directamente, decide ponerle una prueba imposible de superar y lo envía a la mazmorra mientras piensa qué prueba será. En la mazmorra el trovador vuelve a encontrarse con el Gólux, que aparece diciendo que se ha olvidado de decirle algo importante. Le pide que convenza al duque de que le envíe a buscar mil joyas, pues ha descubierto que el trovador es Zorn de Zorna, hijo del rey de Zorna, cuyos cofres rebosan de gemas y diamantes. En 99 días puede ir a su país, tomar las joyas y regresar.
El duque, sin embargo, ha descubierto quién es Zorn y en lugar de 99 días para conseguir las mil joyas, le concede sólo 99 horas y además le exige que regrese cuando los relojes que ya no dan nunca la hora, den las cinco. Cuando parte, la princesa le lanza a Zorn una rosa desde su ventana.
No lejos del castillo reaparece el Gólux, al que se le ocurre un plan: cerca vive una mujer, Hagga, que tiene el poder mágico de llorar joyas en lugar de lágrimas. La rosa de Saralinda les indica el camino como una brújula y viajan durante dos días hasta llegar a la cabaña de Hagga. Pero resulta que a Hagga le han contado tantas historias tristes para hacerla llorar a lo largo de los años, que ya no llora por nada.
Aunque no logran hacer llorar a Hagga, descubren un cofre lleno de joyas. Hagga les explica que son joyas de la risa, que al cabo de dos semanas de haberlas llorado se vuelven a convertir en lágrimas, mientras que las joyas de la tristeza duran para siempre. Y, efectivamente, las joyas se disuelven ante sus ojos y se convierten en lágrimas. Desesperados, el príncipe y el Gólux tratan de hacer reír a Hagga, pero tampoco lo logran. Cuando ya han desistido, Hagga se pone a reír inconteniblemente sin motivo y acaban con la cabaña inundada de joyas hasta la pantorrilla. Cogen mil en un saco y se marchan corriendo de regreso al castillo.
En el castillo, el duque les espera junto a su espía Chitón. Revela que piensa casarse con Saralinda cuando cumpla 21 años, pues no es su sobrina, sino que la robó a un rey de otro país siendo bebé. Pero mientras huía su nodriza le echó un maleficio y por eso debe permitir que los pretendientes pidan su mano y esperar a que cumpla 21 años para casarse con ella. Además, el maleficio decía que el duque sólo puede ser destruido por un príncipe cuyo nombre empiece por X y no lo haga. El duque se siente seguro, pero Chitón le recuerda que el príncipe Zorn de Zorna se había hecho pasar por un trovador llamado Xingu, así que su nombre empieza con X y no lo hace.
El duque recorre el castillo temiendo que el príncipe y el Gólux ya hayan entrado, pero el Gólux le elude, rescata a Saralinda y entre ambos descubren como hacer funcionar de nuevo los relojes. Cuando el duque y Chitón regresan, les esperan el príncipe Zorn, Saralinda y el Gólux, con las joyas puestas ya sobre la mesa y los relojes tocando las cinco. Mientras el duque cuenta las joyas, el Gólux y Chitón revelan que el padre de Saralinda es el rey Gwain de Yarrow, que fue quien le concedió a Hagga el poder de llorar joyas. Chitón revela además que es un sirviente del rey que entró a trabajar para el duque para liberar a la princesa pero que no pudo hacerlo por un encantamiento.
El duque les echa del castillo. El príncipe y la princesa viajan juntos a Yarrow y luego a Zorna, pero Chitón debe quedarse dos semanas más para completar el encantamiento. El Gólux desaparece misteriosamente. Dos semanas después, las joyas se vuelven a convertir lágrimas en las manos del duque y aparece el temido Todal para cumplir su función: castigar a aquellos que no hacen el mal lo bastante bien. 

## Teatro y cine
La historia fue adaptada como musical por Mark Bucci y apareció en 1953 como el quinto episodio del The Motorola Television Hour, con Basil Rathbone interpretando al malvado duque. 
Stephen Teeter la adaptó al teatro y produjo en la década e 1960 en Berkeley, California. Más adelante fue adaptada y producida por Frank Lowe, y publicada en 1976 por Samuel French, Inc [ISBN 978-0-573-65122-9]. Se han producido también grabaciones de la obra, interpretadas por Lauren Bacall, Peter Ustinov y Edward Woodward. La BBC produjo una versión de radio de la historia con Heron Carvic en el papel del Gólux.
En 2008 la Jackson County Stage Company, con sede en Carbondale, Illinois, produjo una adaptación musical de la historia, con libreto, música y letras de Loren Cocking. La función se estrenó el 32 de mayo de 2008 bajo la dirección de John Lipe y con Bill Kirksey en el papel del Gólux.